# Araña frita

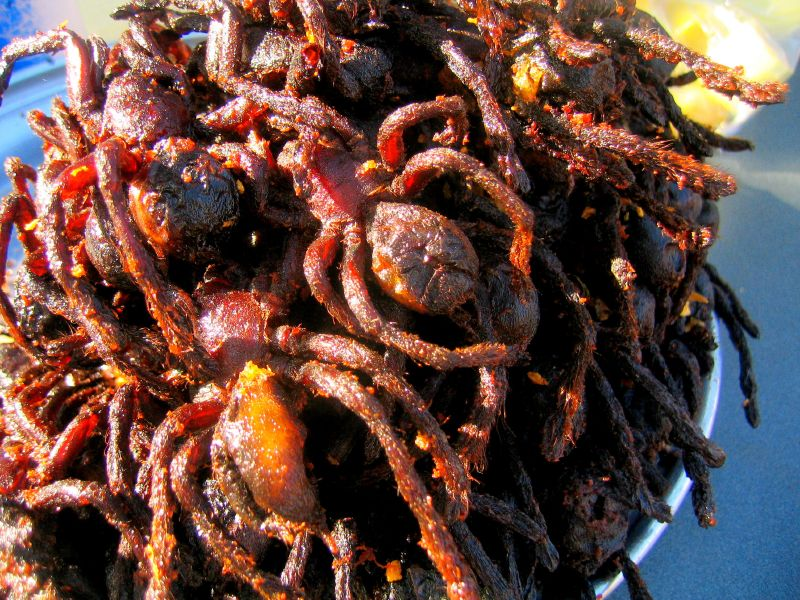
Arañas fritas a la venta en el mercado de Skuon.

La araña frita es un plato regional de Camboya. En la ciudad camboyana de Skuon, los habitantes comen arañas fritas como aperitivo cotidiano. Las arañas también se encuentran en el resto del país (por ejemplo, en Phnom Penh), pero Skuon, una ciudad mercado a 75 km de la capital, es el centro de su popularidad. Las arañas se crían en agujeros del suelo en pueblos al norte de Skuon, o se cazan en los bosques cercanos, y se fríen en aceite. No está claro cómo empezó esta costumbre, pero algunos han sugerido que la población pudo empezar a comer arañas por la escasez de comida provocada por años de gobierno de los Jemeres Rojos.
Las arañas fritas son una especie de tarántula llamada a-ping en camboyano, que tiene el tamaño aproximado de la palma de una mano humana. Un libro de viajes las identifica como Haplopelma albostriatum, también conocida como la tarántula cebra tailandesa, y señala que el nombre común de esta especie ha sido ‘araña comestible’ desde hace más de 100 años. Sin embargo, la popularidad del plato es un fenómeno reciente, desde quizá tan tarde como los años 1990. El mismo libro detalla la forma de preparación: las arañas se tiran a una mezcla de glutamato monosódico, azúcar y sal; se fríe ajo machacado en aceite y se añaden las arañas, friéndolas hasta que «las patas están casi completamente tiesas, momento en el cual el contenido del abdomen no está demasiado líquido».
El sabor ha sido descrito como insulso, «bastante parecido a un cruce entre pollo y bacalao», con un contraste en textura del exterior crujiente con el interior tierno. Las patas tienen poca carne, mientras el cuerpo y la cabeza tienen «una delicada carne blanca dentro». Hay a quienes no les gusta el abdomen, ya que contiene una pasta marrón formada por órganos, posiblemente huevos, y excremento. Algunos consideran al plato una delicia mientras otros recomiendan no comerlo.